# Carrarese Calcio 1908 2019-2020
Questa voce raccoglie le informazioni riguardanti la Carrarese Calcio 1908 nelle competizioni ufficiali della stagione 2019-2020.

## Stagione
Nella stagione 2019-2020 la Carrarese disputa il girone A del campionato di Serie C, raccoglie 45 punti con il secondo posto. Si è trattato di un campionato non concluso, si sono giocate 27 partite delle 38 in programma. A causa dell'aggravarsi della pandemia da Covid-19, che ha colpito il mondo intero, senza risparmiare il calcio. A fine febbraio 2020, il torneo è stato sospeso con il Monza che aveva 16 punti di vantaggio sulla Carrarese, poi l'8 giugno il Consiglio Federale ha omologato i risultati raggiunti a fine febbraio, come definitivi, stabilendo la promozione diretta del Monza in Serie B e mettendo in programma i Play-off per stabilire la quarta promossa. La Carrarese in virtù del secondo posto ottenuto, ha saltato i primi tre turni, è entrata in scena nel secondo turno nazionale, dopo cinque mesi di ferma, incrociando la Juventus Under 23, la gara è finita (2-2) ma ha promosso la Carrarese meglio piazzata in campionato. In semifinale i gialloazzurri se la giocano a Bari, i tempi regolamentari si chiudono sull'(1-1), nei supplementari possano i pugliesi (2-1), guadagnandosi la finale. Per la terza stagione consecutiva sulla panchina toscana c'è Silvio Baldini. Nella Coppa Italia Tim Cup ad agosto la Carrarese supera nel primo turno (5-4) la Fermana dopo i calci di rigore, dopo aver chiuso i tempi regolamentari sull'(1-1), nel secondo turno perde malamente (4-0) a Frosinone. Nella Coppa Italia di Serie C subito fuori a ottobre per mano del Carpi (2-0).

## Divise e sponsor
Lo sponsor tecnico per la stagione 2019-2020 è Joma, mentre lo sponsor ufficiale è Sagevan Marmi.

## Organigramma societario
Area direttiva
- Presidente: Fabio Oppicelli
- Vice Presidente: Franco Brizzi
- Amministratore Delegato: Iacopo Pasciuti
- Consigliere di Amministrazione: Lorenzo Cabani
- Direttore Generale: Gianluca Berti
- Amministrazione: Diego Imperatrice

Area comunicazione e marketing
- Responsabile Marketing e Comunicazione: Francesco Bogazzi, Cristian Bianchi
- Addetto Stampa: Matteo Marchini
- Social Media Manager: Emanuele Garau
- SLO: Fabio Sebastiani

Area sportiva
- Direttore Sportivo: Gianluca Berti
- Team Manager: Giorgio Benedini

Area tecnica
- Allenatore: Silvio Baldini
- Vice Allenatore: Marco Marchionni
- Collaboratore Tecnico: Massimo Di Pasquale, Mauro Nardini
- Preparatore Atletico: Alberto Marsili
- Preparatore Portieri: Stefano Pardini

Area medica
- Responsabile Sanitario e Medico Sociale: Andrea Andreazzoli
- Medico Addetto Prima Squadra: Marco Piolanti
- Fisioterapisti: Andrea Biagini, Giacomo Schembri
- Recupero Infortuni: Gioacchino Bedini
- Osteopata: Valerio Dati

## Rosa
| N. |                   | Ruolo | Calciatore          |
| -- | ----------------- | ----- | ------------------- |
| 1  | Italia (bandiera) | P     | Guido Pulidori      |
| 2  | Italia (bandiera) | D     | Diego Conson        |
| 3  | Italia (bandiera) | D     | Daniele Mignanelli  |
| 4  | Ghana (bandiera)  | C     | Daniel Kofi Agyei   |
| 5  | Italia (bandiera) | D     | Michele Murolo      |
| 6  | Italia (bandiera) | D     | Luca Tedeschi       |
| 7  | Italia (bandiera) | A     | Massimo Maccarone   |
| 8  | Italia (bandiera) | C     | Samuele Damiani     |
| 9  | Italia (bandiera) | A     | Accursio Bentivegna |
| 10 | Italia (bandiera) | A     | Francesco Tavano    |
| 11 | Italia (bandiera) | A     | Elio Calderini      |
| 17 | Italia (bandiera) | C     | Giovanni Foresta    |

| N. |                   | Ruolo | Calciatore          |
| -- | ----------------- | ----- | ------------------- |
| 18 | Italia (bandiera) | A     | Giuseppe Caccavallo |
| 19 | Italia (bandiera) | C     | Lorenzo Pasciuti    |
| 20 | Italia (bandiera) | A     | Saveriano Infantino |
| 21 | Italia (bandiera) | C     | Cassio Cardoselli   |
| 22 | Italia (bandiera) | P     | Francesco Forte     |
| 23 | Italia (bandiera) | D     | Simone Ciancio      |
| 24 | Italia (bandiera) | D     | Andrea Badan        |
| 27 | Italia (bandiera) | D     | Nicholas Rizzo      |
| 29 | Italia (bandiera) | D     | Francesco Mezzoni   |
| 30 | Italia (bandiera) | A     | Nicola Valente      |
| 31 | Italia (bandiera) | D     | Luigi D'Ignazio     |
| 32 | Gambia (bandiera) | C     | Kalifa Manneh       |

## Risultati

### Serie C

#### Girone di andata
| Arbitro: | Marini (Roma) |

|                                             |           |            |
| De Cenco 9’ Mannini 59’ (rig.) Calcagni 67’ | Marcatori | 26’ Manneh |

| Arbitro: | Zufferli (Udine) |

|             |           |               |
| Valente 24’ | Marcatori | 45+1’ Sartore |

| Arbitro: | Colombo (Como) |

|  |           |                              |
|  | Marcatori | 15’ Maccarone 54’ Caccavallo |

| Arbitro: | Santoro (Messina) |

|                                 |           |                   |
| Tavano 56’ (rig.) Maccarone 74’ | Marcatori | 6’ (rig.) Falcone |

| Arbitro: | Miele (Nola) |

|             |           |                      |
| Piccoli 57’ | Marcatori | 38’ (rig.) Infantino |

| Arbitro: | Catanoso (Reggio Calabria) |

|                                            |           |                           |
| Tavano 18’ Infantino 48’, 75’ Tedeschi 50’ | Marcatori | 54’ Biancu 60’ Doratiotto |

| Meda 29 settembre 2019, ore 17:30 CEST 7ª giornata | Renate         | 0 – 0 referto | Carrarese | Stadio Città di Meda (350 spett.)\| Arbitro: \| Carella (Bari) \| |
| Arbitro:                                           | Carella (Bari) |               |           |                                                                   |

| Arbitro: | Arena (Torre del Greco) |

|            |           |              |
| Fasolo 34’ | Marcatori | 12’ Pasciuti |

| Arbitro: | Kumara (Verona) |

|                               |           |  |
| Infantino 8’, 59’ Valente 76’ | Marcatori |  |

| Arbitro: | Angelucci (Foligno) |

|                            |           |            |
| Collodel 7’ Bortolussi 14’ | Marcatori | 74’ Murolo |

| Arbitro: | Centi (Viterbo) |

|                              |           |  |
| Cardoselli 63’ Calderini 88’ | Marcatori |  |

| Arbitro: | Carrione (Castellammare di Stabia) |

|                             |           |                                      |
| Mastroianno 31’ Le Noci 38’ | Marcatori | 10’ Infantino 52’ Tavano 67’ Mezzoni |

| Arbitro: | Virgilio (Trapani) |

|  |           |                        |
|  | Marcatori | 39’ Giudici 90’ D'Anna |

| Arbitro: | Pascarella (Nocera Inferiore) |

|                         |           |                           |
| Marconi 3’ D'Errico 70’ | Marcatori | 13’ Conson 19’ Cardoselli |

| Arbitro: | Bitonti (Bologna) |

|                          |           |                 |
| Conson 53’ Infantino 65’ | Marcatori | 85’, 89’ Cutolo |

| Arbitro: | Kumara (Verona) |

|          |           |  |
| Cori 34’ | Marcatori |  |

| Arbitro: | De Tommaso (Rieti) |

|                                               |           |                    |
| Cardoselli 8’ Valente 23’ Tavano 90+6’ (rig.) | Marcatori | 28’ Rosso 86’ Comi |

| Arbitro: | Repace (Perugia) |

|                   |           |                                |
| Zanimacchia 90+2’ | Marcatori | 34’ (rig.), 55’, 62’ Infantino |

| Arbitro: | Petrella (Viterbo) |

|               |           |               |
| Infantino 60’ | Marcatori | 90+4’ Momentè |

#### Girone di ritorno
| Arbitro: | Natilia (Molfetta) |

|                                     |           |            |
| Cardoselli 33’ Infantino 55’ (rig.) | Marcatori | 27’ Bruzzo |

| Arbitro: | Bordin (Bassano del Grappa) |

|                          |           |                           |
| Arrighini 51’ Eusepi 87’ | Marcatori | 53’ Valente 62’ Infantino |

| Arbitro: | Santoro (Messina) |

|                                             |           |              |
| Cardoselli 37’ Tedeschi 45+1’ Infantino 59’ | Marcatori | 86’ Ortolini |

| Arbitro: | Donda (Cormons) |

|                     |           |               |
| Tedeschi 47’ (aut.) | Marcatori | 39’ Infantino |

| Arbitro: | Pirrotta (Barcellona Pozzo di Gotto) |

|            |           |                                         |
| Murolo 27’ | Marcatori | 25’ Greselin 47’, 66’ Manconi 75’ Perna |

| Arbitro: | Panettella (Bari) |

|                       |           |              |
| La Rosa 56’ Cocco 63’ | Marcatori | 13’ Pasciuti |

| Arbitro: | D'Ascanio (Ancona) |

|                  |           |             |
| Valente 36’, 79’ | Marcatori | 81’ De Sena |

| Arbitro: | Collu (Cagliari) |

|                                           |           |  |
| Calderini 5’ Infantino 23’ Cardoselli 53’ | Marcatori |  |

| Crema 2020, ore CET 28ª giornata | Pergolettese | – Campionato concluso a causa della pandemia da COVID-19. | Carrarese | Stadio Giuseppe Voltini |

| Carrara 2020, ore CET 29ª giornata | Carrarese | – | Novara | Stadio dei Marmi |

| Como 2020, ore CET 30ª giornata | Como | – | Carrarese | Stadio Giuseppe Sinigaglia |

| Carrara 2020, ore CET 31ª giornata | Carrarese | – | Pro Patria | Stadio dei Marmi |

| Lecco 2020, ore CET 32ª giornata | Lecco | – | Carrarese | Stadio Mario Rigamonti-Mario Ceppi |

| Carrara 2020, ore CET 33ª giornata | Carrarese | – | Monza | Stadio dei Marmi |

| Arezzo 2020, ore CET 34ª giornata | Arezzo | – | Carrarese | Stadio Città di Arezzo |

| Carrara 2020, ore CET 35ª giornata | Carrarese | – | AlbinoLeffe | Stadio dei Marmi |

| Vercelli 2020, ore CET 36ª giornata | Pro Vercelli | – | Carrarese | Stadio Silvio Piola |

| Carrara 2020, ore CET 37ª giornata | Carrarese | – | Juventus U23 | Stadio dei Marmi |

| Grosseto 2020, ore CEST 38ª giornata | Pianese | – | Carrarese | Stadio Carlo Zecchini |

### Play-off

#### Fase Nazionale
| Arbitro: | Feliciani (Teramo) |

|                           |           |                        |
| Valente 17’ Infantino 43’ | Marcatori | 75’ Vrioni 90’ Marques |

| Arbitro: | Santoro (Messina) |

|                           |           |                |
| Di Cesare 20’ Simeri 119’ | Marcatori | 90’ K. Piscopo |

### Coppa Italia

#### Turni eliminatori
| Arbitro: | Luciani (Roma) |

|                                                      |                      |                                                 |
| Valente 62’                                          | Marcatori            | 24’ (rig.) Cognigni                             |
| Bentivegna Valente Biasci Pasciuti Murolo Cardoselli | Tiri di rigore 5 – 4 | Cognigni Ricciardi Zerbo Isacco Liguori Manetta |

| Arbitro: | Doveri (Roma) |

|                                                 |           |  |
| Ciano 10’ Paganini 43’ Ariaudo 49’ Tribuzzi 81’ | Marcatori |  |

### Coppa Italia Serie C

#### Fase a eliminazione diretta
| Arbitro: | Caldara (Como) |

|                       |           |  |
| Biasci 51’ Fofana 73’ | Marcatori |  |

## Statistiche
Statistiche aggiornate al 22 febbraio 2020.

### Statistiche di squadra
| Competizione         | Punti         | In casa | In casa | In casa | In casa | In casa | In casa | In trasferta | In trasferta | In trasferta | In trasferta | In trasferta | In trasferta | Totale | Totale | Totale | Totale | Totale | Totale | D.R. |
| Competizione         | Punti         | G       | V       | N       | P       | Gf      | Gs      | G            | V            | N            | P            | Gf           | Gs           | G      | V      | N      | P      | Gf     | Gs     | D.R. |
| -------------------- | ------------- | ------- | ------- | ------- | ------- | ------- | ------- | ------------ | ------------ | ------------ | ------------ | ------------ | ------------ | ------ | ------ | ------ | ------ | ------ | ------ | ---- |
| Serie C              | 45            | 14      | 9       | 3       | 2       | 29      | 18      | 13           | 3            | 6            | 4            | 18           | 18           | 27     | 12     | 9      | 6      | 47     | 36     | +11  |
| Coppa Italia         | Secondo turno | 1       | 0       | 1       | 0       | 1       | 1       | 1            | 0            | 0            | 1            | 0            | 4            | 2      | 0      | 1      | 1      | 1      | 5      | -4   |
| Coppa Italia Serie C | Primo turno   | 0       | 0       | 0       | 0       | 0       | 0       | 1            | 0            | 0            | 1            | 0            | 2            | 1      | 0      | 0      | 1      | 0      | 2      | -2   |
| Totale               | 45            | 15      | 9       | 4       | 2       | 30      | 19      | 15           | 3            | 6            | 6            | 18           | 24           | 30     | 12     | 10     | 8      | 48     | 43     | +5   |

### Andamento in campionato
| Giornata  | 1  | 2  | 3  | 4 | 5 | 6 | 7 | 8 | 9 | 10 | 11 | 12 | 13 | 14 | 15 | 16 | 17 | 18 | 19 | 20 | 21 | 22 | 23 | 24 | 25 | 26 | 27 | 28 | 29 | 30 | 31 | 32 | 33 | 34 | 35 | 36 | 37 | 38 |
| --------- | -- | -- | -- | - | - | - | - | - | - | -- | -- | -- | -- | -- | -- | -- | -- | -- | -- | -- | -- | -- | -- | -- | -- | -- | -- | -- | -- | -- | -- | -- | -- | -- | -- | -- | -- | -- |
| Luogo     | T  | C  | T  | C | T | C | T | T | C | T  | C  | T  | C  | T  | C  | T  | C  | T  | C  | C  | T  | C  | T  | C  | T  | C  | C  | T  | C  | T  | C  | T  | C  | T  | C  | T  | C  | T  |
| Risultato | P  | N  | V  | V | N | V | N | N | V | P  | V  | V  | P  | N  | N  | P  | V  | V  | N  | V  | N  | V  | N  | P  | P  | V  | V  |    |    |    |    |    |    |    |    |    |    |    |
| Posizione | 16 | 16 | 11 | 6 | 5 | 5 | 5 | 6 | 5 | 7  | 6  | 3  | 5  | 5  | 7  | 7  | 5  | 5  | 5  | 4  | 4  | 4  | 4  | 4  | 4  | 3  | 2  |    |    |    |    |    |    |    |    |    |    |    |

Fonte:  Serie C - Girone A, su calcio.com.
Legenda:

Luogo: C = Casa; T = Trasferta. Risultato: V = Vittoria; N = Pareggio; P = Sconfitta.